# Сальский автобус
Сальский автобус — система городского пассажирского автотранспорта города Сальска и Сальского района Ростовской области Южного федерального округа Российской Федерации.

## Описание системы
Сальский автобус — система городских и пригородных маршрутов, связывающих различные районы города Сальска с населёнными пунктами и садовыми товариществами Сальского района.
Первое упоминание о пассажирском автобусном сообщении относится к 1930 году, когда было организовано регулярное автобусное движение между городом Сальском и зернотрестом «Гигант».
В октябре 1952 года в городе Сальске была создана автобаза «Ростовавтосовхозтранса», основной задачей которой была организация регулярного пассажирского сообщения внутри города Сальска и пригородного сообщения с населенными пунктами Сальского района. Позже автобаза была переименована в автотранспортное предприятие № 2 (АТП-2), на котором возникло ныне существующее предприятие ГУП РО «Сальское ПАТП» (Сальское пассажирское автотранспортное предприятие).
В городе Сальске в конце 1950-х — 1960-х годов были основными городскими маршрутами № 1,2,3. На маршрутах были задействованы автобусы ЛиАЗ-158 и ПАЗ-652.
Развитие города и строительство новых микрорайонов Сальска требовало расширение маршрутной сети автобусной системы. Пик развитие городского транспорта пришелся на 1970—1980 годы. В те годы на маршрутах города эксплуатировались автобусы ЛиАЗ-677, ЛАЗ-695, Ikarus-260, ПАЗ-672. Открывались новые маршруты № 4 «Вокзал — Аэропорт» и № 7 «Вокзал — Сальск-7».
Сальское ПАТП осуществляло также регулярные автобусные рейсы по междугородним маршрутам «Сальск — Ростов-на-Дону», «Сальск — Новочеркасск» и пригородные маршруты во все населённые пункты Сальского района.
В 1970—1980 -х годов существовал маршрут «Улица Чайковского — посёлок Гигант» (позже этот маршрут был укорочен и начальной остановкой стала «Улица Пушкина»).
В конце 1980-х годов в городе Сальске появился первый городской автобусный маршрут (№ 8 «Автовокзал — Меховая фабрика»), работавший в режиме «экспресса», в начале 1990-х годов маршрут был закрыт.
В 1997 году в городе Сальске существовали городские маршруты автобусов № 1,2,3,4,7, «Военторг — ж.д. больница», «улица Пушкина ж.д. больница», а также дачные маршруты сезонной работы. На маршрутах задействовались автобусы марок «Икарус», «ЛиАЗ», «ЛАЗ», ПАЗ", немецкие автобусы марки «МАН».
С целью упорядочения пассажирских перевозок в городе Сальске в 2002 году был разработан муниципальный заказ на осуществление перевозок пассажиров на маршрутах города. Всего было определено 10 городских автобусных маршрутов.
В последующие годы количество городских и пригородных автобусных маршрутов города Сальска возрастало. В 2003 году появился новый маршрут № 11 «ул. Димитрова — ул. Ушакова».
В 2005 году в городе Сальске имелось 12 городских маршрутов (маршрут № 8 «улица Пушкина — посёлок Гигант» считался городским) и 12 пригородных маршрутов.
Позже, к имеющимся городским маршрутам добавились № 17 «улица Пушкина — Храм — ж.д. больница»,№ 27 «улица Одесская — Рыбколхоз», № 15 «Рыбколхоз — ж.д. больница», № 16 «Пер. Брянский — микрорайон Сальск-7 ПМК „Водстрой“ — улица Одесская», № 33 «ЖСК „Луна“ — Автовокзал» и № 20 «Улица Пушкина — микрорайон Плодопитомник».
По состоянию на январь 2017 года в соответствии с положением о порядке установления, изменения, отмены муниципальных городских маршрутов регулярных перевозок пассажиров и багажа автомобильным транспортом и внесения сведений об изменении вида регулярных перевозок на территории Сальского городского поселения Сальского района Ростовской области действует 16 городских маршрутов. Маршрут № 8 «Улица Пушкина — п. Гигант» исключён из списка городских и в настоящее время является пригородным маршрутом. Основным перевозчиком является ГУП РО «Сальское ПАТП».
В 2018 году началось обновление подвижного состава Сальского ПАТП, в город поступили 5 автобусов средней вместимости ПАЗ «Вектор NEXT», которые вышли на городские маршруты. В 2019 году из областного центра поступили 7 автобусов малой вместимости «Мерседес», рассчитанные на 17 пассажирских мест. Кроме этого, в сентябре 2019 года для Сальска приобретены 10 низкопольных автобусов средней вместимости марки КАВЗ-4270 (на газомоторном топливе - метане), оборудованные системой кондиционирования салона, которые курсируют на городских маршрутах. В дальнейшем планируется закупка ещё не менее 10 автобусов большой вместимости.
С 10 октября 2019 года изменена схема движения двух автобусных маршрутов №33 и №9. Маршрут №9 продлён до ж.д. больницы и называется маршрут №9 «Ж.д. больница – пер. Брянский – ЖСК «Луна»», а маршрут №33 продлён до ул. Одесская и называется маршрут №33 «ЖСК «Луна» — автовокзал – ул. Одесская».
С марта 2023 года в связи с несостоявшимся конкурсом на осуществление регулярных пассажирских перевозок в городе Сальске временно закрыты пять городских автобусных маршрутов: №17 «улица Пушкина — ж.д. больница»,№ 20 «Улица Пушкина — Плодопитомник»,№ 21 «Военгородок— ж.д. больница», № 27 «улица Одесская — Рыбколхоз», №33 «ЖСК «Луна» — автовокзал – ул. Одесская».

## История изменения тарифов на проезд в автобусах
- до 1991 года — проезд в городском автобусе Сальска составлял — 5 копеек;
- 1992 год — тариф на проезд  составлял 5 рублей, в том числе и на сезонных маршрутах к дачным товариществам[10].
- 1995 год — тариф на проезд в городском автобусе Сальска составлял — 300 рублей, на маршрутах «ул. Пушкина — Сальск-7» — 480 рублей, «ул. Пушкина — Сальск — Гигант» — 1320 рублей, «ул. Пушкина — п/ф Маяк» — 1080 рублей, «ул. Пушкина — Поле Кузнецова» — 2520 рублей, «ул. Пушкина — Победа» — 500 рублей[11].
- 2002 год — тариф на перевозку на все городские маршруты составлял — 4 рубля, кроме маршрута № 8 «ул. Пушкина — п. Гигант» — 10 рублей[4].
- 2004 год — тариф на поездку в автобусе составлял — 7 рублей[12].
- 2005 год — тариф на поездку в автобусе Сальска составлял — 6 рублей (с 4 марта 2005 года)[13].

- 2016  по июнь 2018 года тариф на городские автобусные маршруты города Сальска составлял 12 рублей.

- С 8 июня 2018 года по 31 июля 2019 года тариф на городские автобусные маршруты города Сальска составляла 14 рублей[14].

- С 1 августа 2019 года в Сальске Постановлением Региональной службы по тарифам Ростовской области от 30.07.2019 № 32/1 установлен новый тариф на перевозку пассажиров автомобильным транспортом по муниципальным маршрутам регулярных перевозок в городском сообщении  в размере 16 рублей.
- С 1 декабря 2021 года проезд в городских автобусных маршрутах составит 25 рублей при оплате наличными и 22 рубля при оплате транспортной или банковской картой[15].
- С 13 ноября 2023 года стоимость проезда на шести городских автобусных маршрутах №1, 2, 3, 4, 7, 9, а также на двух пригородных маршрутах к СНТ №128 и №129 — составляет 42 рубля при безналичной оплате и 45 рублей при наличной оплате[16].

Транспортные карты в общественном транспорте Сальска
В городе Сальске с сентября 2021 года осуществляется тестирование транспортной карты «Тройка» (одновременно тестирование проходит в Ростове-на-Дону, Батайске и Таганроге). Данное мероприятие направлено, на перевод системы оплаты проезда в муниципальном общественном транспорта на безналичный расчёт.

## Подвижной состав
Подвижной состав
| Модель автобуса                                | Количество подвижного состава |
| ПАЗ-320415-04 "Vector Next"                    | 18                            |
| КАвЗ-4270                                      | 10                            |
| ЛиАЗ-5292.67(CNG)                              | 8                             |
| ГолАЗ-525110-11 "Вояж"                         | 13                            |
| ГолАЗ-525110-10 "Вояж"                         | 5                             |
| Луидор-223224 (Mercedes-Benz Sprinter Classic) | 4                             |
| Луидор-223229 (Mercedes-Benz Sprinter Classic) | 3                             |

По решению губернатора Ростовской области Василия Голубева распределены бюджетные ассигнования на приобретение подвижного состава муниципального пассажирского транспорта. Таким образом, в конце 2023  и в первом полугодии 2024 года город Сальск и Сальский район получил 26 новых автобусов на газовом и дизельном топливе, большого (ЛиАЗ-5292,67) и среднего(ПАЗ-320415-04) класса.

## Интересные факты
В 1997 году Главой администрации города Сальска и Сальского района А. А. Бубликовым было издано Постановление «О бесплатном проезде пассажиров в автотранспорте общего пользования в городе Сальске». Данная мера была предпринята в связи с задержками выплаты пенсий, заработных плат, детских пособий. Данная льгота существовала в период с 18 января 1997 года по 10 мая 1997 года. Расходы по транспортным затратам на себя взяла городская администрация Сальска.
В городе Сальске существовали 2 линейные диспетчерские Сальского ПАТП, одна из которых находилась на улице Пушкина, а вторая на улице Димитрова (обе закрыты).

## Фотогалерея

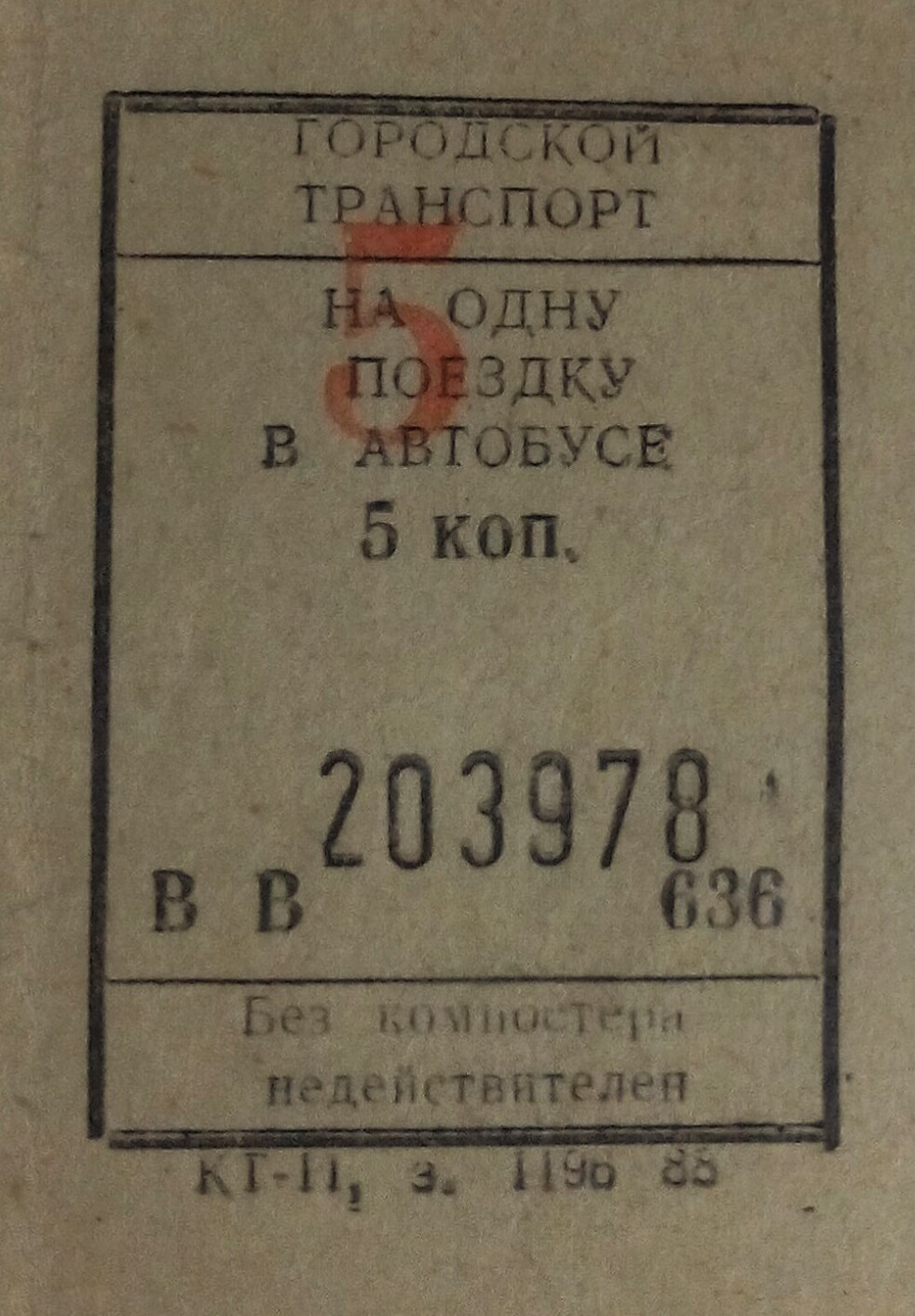
Талон на проезд в городском автобусе Сальска. 1989 год
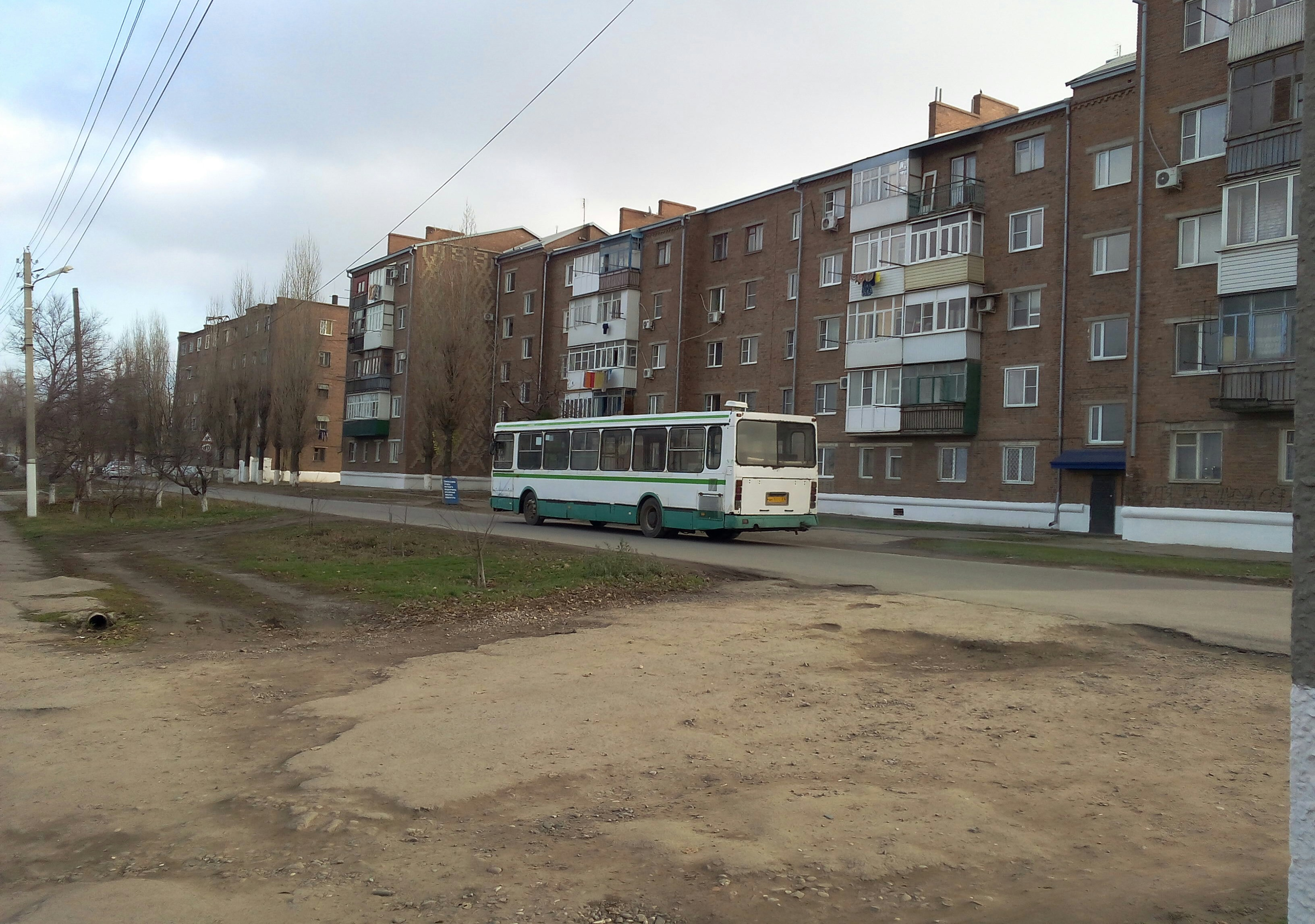
Автобус ЛиАЗ-5256  на улице Железнодорожная
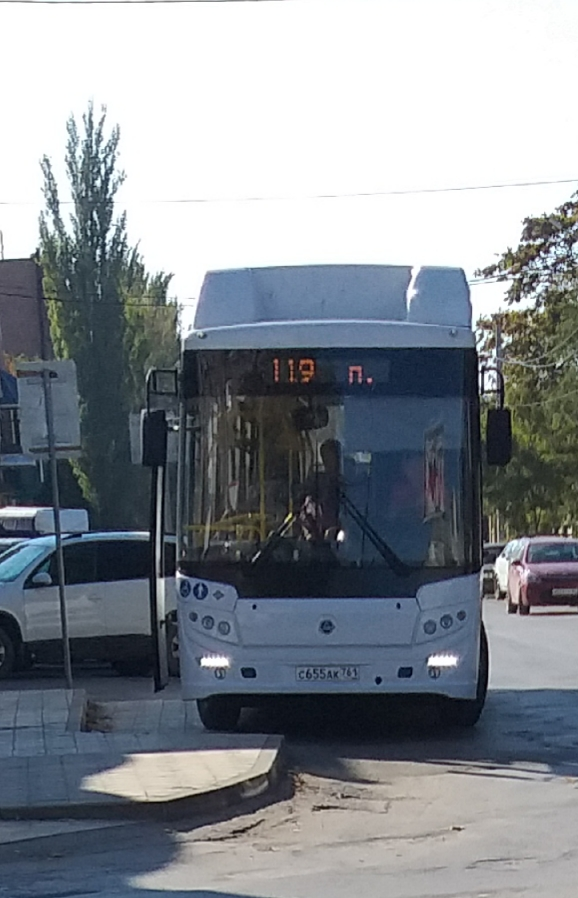
Автобус КаВЗ-4270 на маршруте №119
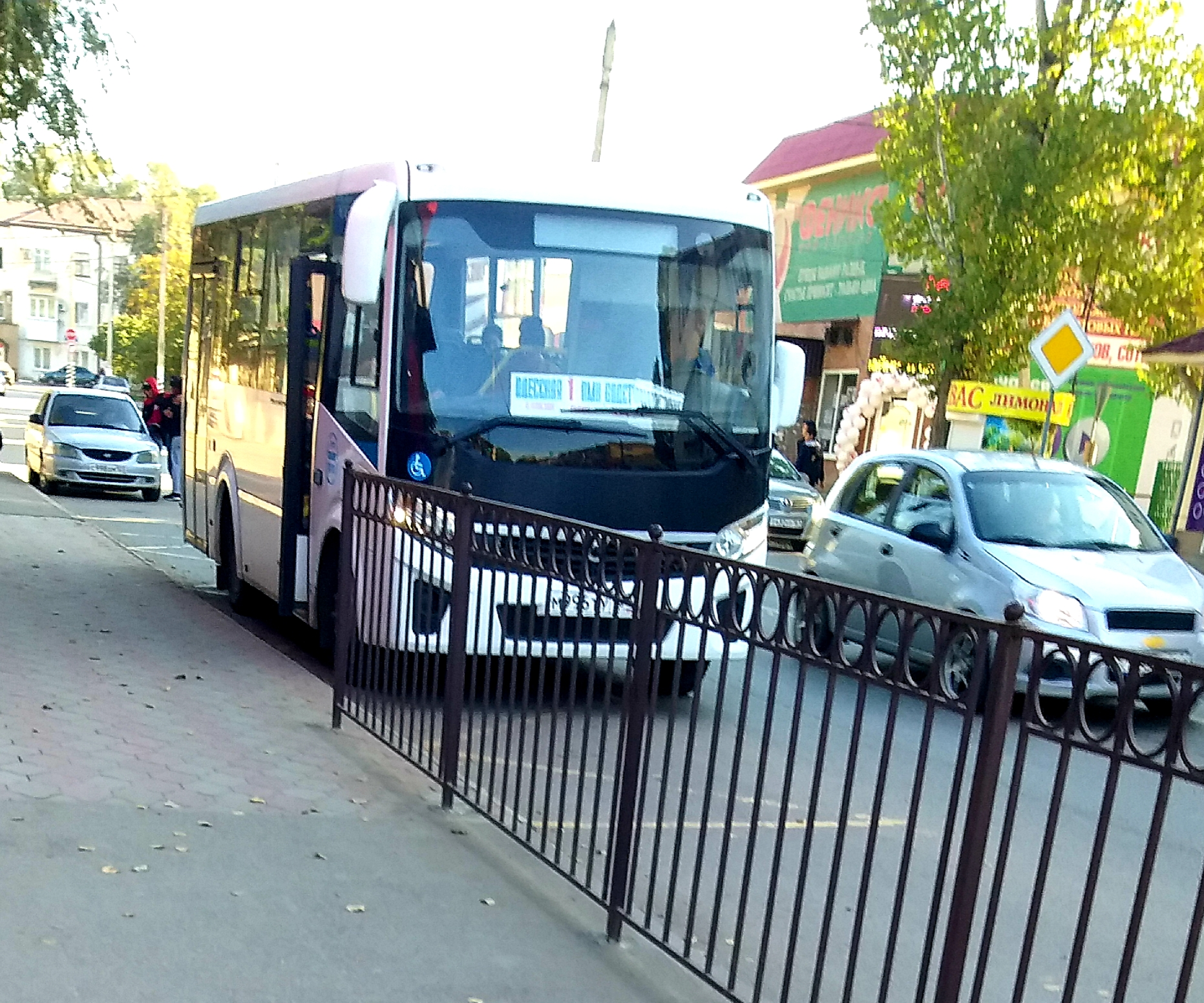
Автобус Vector Next на маршруте №1
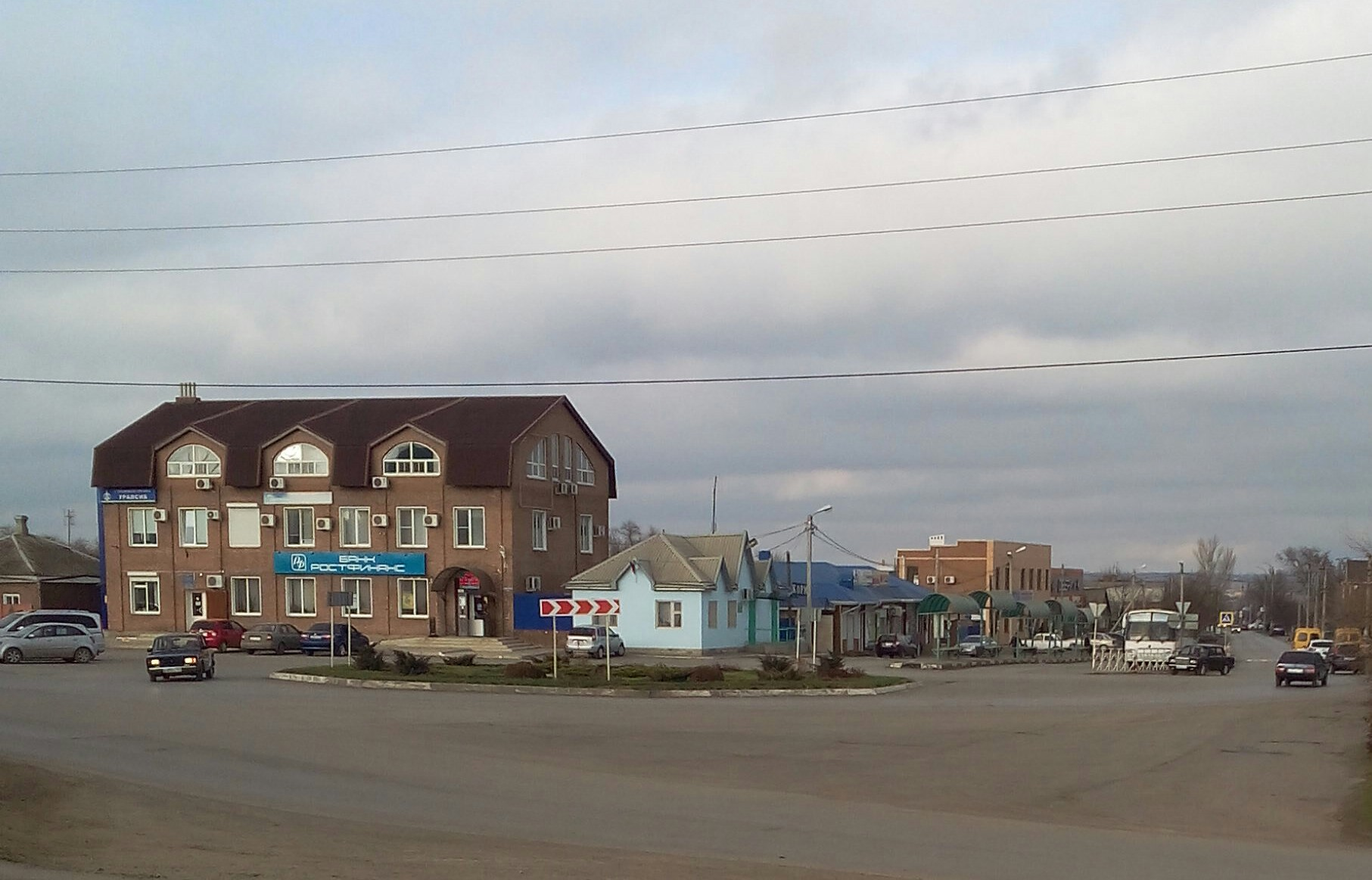
Бывшая линейная диспетчерская на ул. Димитрова
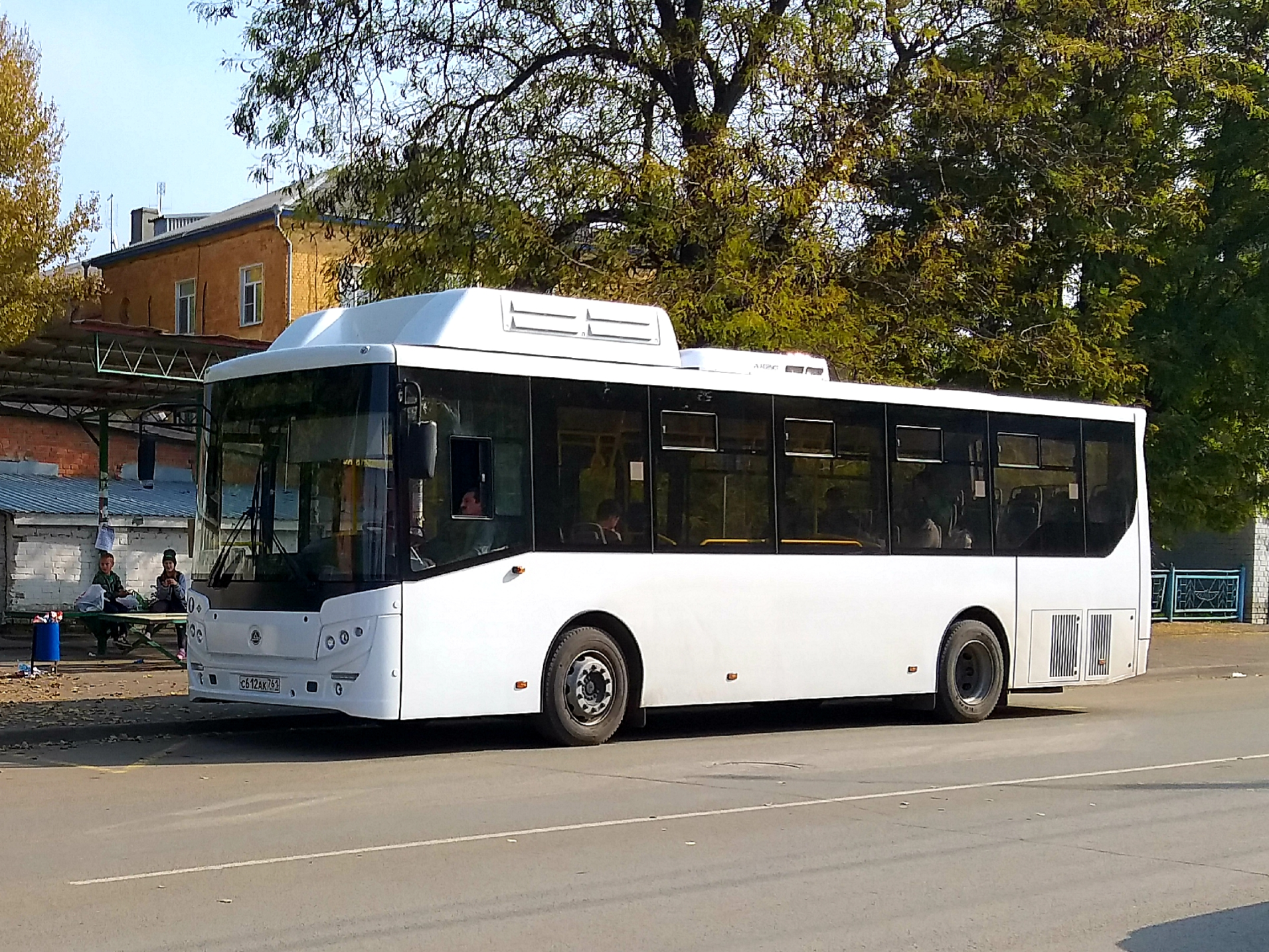
Автобус КАвЗ-4270 на улице Пушкина
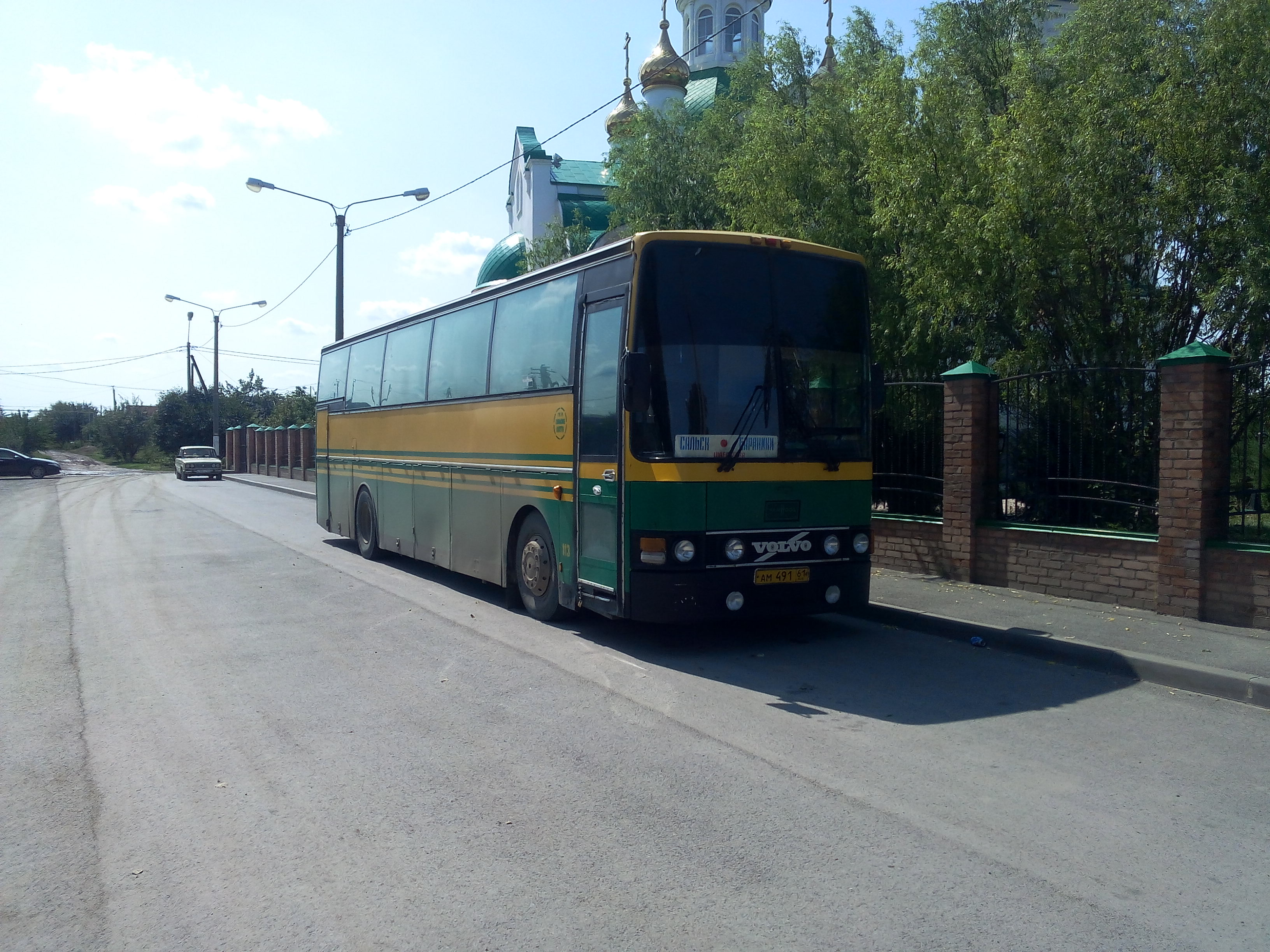
Автобус марки "Volvo" маршрута "Сальск - Бараники"